# Liste der Bischöfe von Aachen

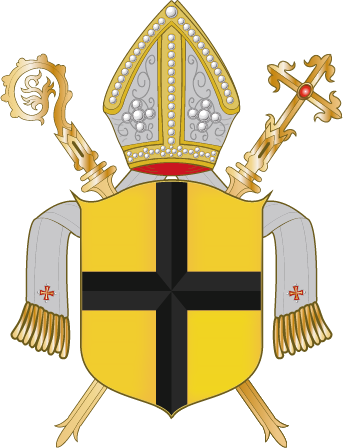
Bistumswappen

Die Liste der Bischöfe von Aachen listet alle Diözesanbischöfe des römisch-katholischen Bistums Aachen auf.
Die Geschichte des Bistums Aachen ist im Vergleich zu der anderer deutscher Bistümer recht jung und gliedert sich zudem in zwei Abschnitte, die über 100 Jahre auseinanderliegen. Die Diözese wurde 1802 auf Bestreben Napoleon Bonapartes gegründet und bereits 1821 durch eine päpstliche Bulle wieder aufgelöst. 1930 wurde das Bistum durch Papst Pius XI. wieder errichtet und besteht in seiner Form als Suffraganbistum von Köln bis heute.

## Liste
Die folgenden Personen waren Bischöfe des Bistums Aachen:
| 1                                                              | Marc-Antoine Berdolet          | 1802–1809 | * 13. September 1750 in Rougemont-le-Château, am 9. April 1767 in Besançon (Frankreich) zum Priester geweiht, am 30. Mai 1802 zum Bischof von Aachen ernannt, Bischofsweihe am 25. Juli 1802, † 13. August 1809. |  |
|                                                                | Jean-Denis-François Camus      | 1810–1814 | * 28. Februar 1752 in Chartres, von Napoléon zum Bischof von Aachen ernannt, aber von Papst Pius VII. nicht bestätigt. Er wurde nicht zum Bischof geweiht, jedoch als Diözesanadministrator anerkannt, † 26. April 1814 in Paris. |  |
| 1821 wurde das Bistum Aachen aufgelöst und 1930 neu errichtet. |                                |           | |  |
| 2                                                              | Joseph Heinrich Peter Vogt     | 1930–1937 | * 8. September 1865 in Schmidt (Nideggen) bei Monschau (Eifel), am 19. August 1888 in Köln zum Priester geweiht, am 10. Dezember 1930 zum Bischof von Aachen gewählt und am 30. Januar 1931 von Papst Pius XI. bestätigt, Bischofsweihe am 19. März 1931 und am 25. März 1931 im wiedererrichteten Bistum Aachen eingeführt, † 5. Oktober 1937. |  |
|                                                                | Hermann Joseph Sträter         | 1938–1943 | In der Sedisvakanz wurde der Weihbischof in Aachen, nachdem er zunächst seit dem 5. Oktober 1937 als Kapitularvikar amtiert hatte, am 15. Mai 1938 als Apostolischer Administrator eingesetzt. Zuvor war die Ernennung des vom Domkapitel zum Bischof gewählten Pfarrers von Kevelaer, Wilhelm Holtmann (1882–1949), an „politischen Bedenken“ der Reichsregierung gescheitert. Weihbischof Sträter leitete das Bistum Aachen fünf Jahre lang. Nach seinem Tod am 16. März 1943 leitete bis zur Amtsübernahme von Bischof Johannes Joseph van der Velden Weihbischof Friedrich Hünermann das Bistum als Kapitularvikar. |  |
| 3                                                              | Johannes Joseph van der Velden | 1943–1954 | * 7. August 1891 in Übach, am 24. Juni 1915 in Köln zum Priester geweiht, am 7. September 1943 zum Bischof von Aachen ernannt, Bischofsweihe am 10. Oktober 1943, † 19. Mai 1954. |  |
| 4                                                              | Johannes Pohlschneider         | 1954–1974 | * 18. April 1899 in Osterfeine bei Damme (Dümmer), am 19. April 1924 in Münster zum Priester geweiht, am 30. August 1954 zum Bischof von Aachen ernannt, Bischofsweihe am 18. November 1954, emerit. am 13. Dezember 1974, Apostolischer Administrator des Bistums Aachen bis zum Amtsantritt von Bischof Klaus Hemmerle, † 7. Mai 1981. |  |
| 5                                                              | Klaus Hemmerle                 | 1975–1994 | * 3. April 1929 in Freiburg im Breisgau, am 25. Mai 1952 in Freiburg zum Priester geweiht, am 9. September 1974 zum Bischof von Aachen ernannt, Bischofsweihe am 8. November 1975, † 23. Januar 1994. Diözesanadministrator in der nachfolgenden Zeit der Sedisvakanz war Weihbischof Gerd Dicke. |  |
| 6                                                              | Heinrich Mussinghoff           | 1994–2015 | * 29. Oktober 1940 in Osterwick, am 29. Juni 1968 in Münster zum Priester geweiht, am 12. Dezember 1994 zum Bischof von Aachen ernannt, Bischofsweihe am 11. Februar 1995. Rücktritt angenommen am 8. Dezember 2015. Diözesanadministrator in der nachfolgenden Zeit der Sedisvakanz war Weihbischof Karl Borsch. |  |
| 7                                                              | Helmut Dieser                  | seit 2016 | * 15. Mai 1962 in Neuwied, am 8. Juli 1989 in Trier zum Priester geweiht, am 24. Februar 2011 zum Weihbischof in Trier ernannt, Bischofsweihe am 5. Juni 2011, am 23. September 2016 zum Bischof von Aachen ernannt, am 12. November 2016 ins Amt eingeführt. |  |